# Giuseppe Lavaggi
Giuseppe Lavaggi (Augusta, 27 dicembre 1915 – Roma, 23 aprile 2015) è stato un giurista italiano.

## Biografia
Allievo di Emilio Albertario e Vincenzo Arangio-Ruiz, fu professore ordinario di Istituzioni di diritto romano presso l'Università degli studi di Roma Tor Vergata, dal 1984 al 1991, anno in cui andò in quiescenza.
Precedentemente aveva insegnato nelle Università di Cagliari (1949-1959), Macerata (1954-1975), della quale fu rettore dal 1960 al 1966, nonché presso l'Università di Perugia (1975-1984).
Studiò giurisprudenza a Roma dove nel si laureò nel 1937, sotto la guida dell'insigne romanista Emilio Albertario. In quello stesso anno Lavaggi vide pubblicate, nella prestigiosa rivista Studia et documenta historiae et iuris, alcune sue osservazioni a margine di ricerche connesse con la sua tesi di laurea. Particolare attenzione fu dedicata nella sua attività scientifica al diritto delle persone, al diritto successorio, nonché al diritto processuale civile e penale privato. Tra i suoi studi romanistici si ricordano L'arrogazione dei libertini (1946), Una riforma ignorata da Giustiniano: adrogatio plena e minus plena (1946), La successione nei beni dei liberti nel diritto postclassico (1947), La lex iulia et papia e la successione nei beni della libertà (1947), La data di C. 6.22.11. (1948), Iniuria e obligatio ex delicto (1948), Alimenti: diritto romano (1958), La bonorum possessio intestati liberti (1960). I lavori scientifici del prof Lavaggi comprendono inoltre non solo studi romanistici, ma anche di diritto positivo che abbracciano i più disparati campi del sapere giuridico e storico-giuridico, tra cui figura Indennità di espropriazione e svalutazione monetaria (1953). Negli anni cinquanta tradusse la classica opera di Rudolf Jhering Serio e faceto nella giurisprudenza.